# Чартизм
Чарти́зм (англ. Chartism ← charter — хартия) — социальное и политическое движение в Англии в 1836—1848 гг., получившее имя от поданной в 1839 году парламенту петиции, называвшейся хартией или Народной хартией. Чартизм можно считать предтечей социал-демократии, хотя собственно социалистические идеи в нём были весьма слабы.
Непосредственной причиной, создавшей чартистское движение, были промышленные кризисы 1825 и 1836 годов и созданная ими безработица 1825—1830 и 1836—1840 годов, распространившаяся преимущественно на Ланкашир, но захватившая также и другие части Англии, выбросившая на рынок десятки тысяч рабочих рук и значительно понизившая заработную плату остальных. Безработица вызвала ещё в 1820-х годах длинный ряд рабочих бунтов в различных городах Ланкашира, сопровождавшихся грабежом булочных и съестных лавок.
Движение буржуазии, приведшее к парламентской реформе 1832 года, нашло горячую поддержку и в рабочих массах, но успех этого движения совершенно не удовлетворил рабочих. Чартисты надеялись, что реформированный согласно их желаниям парламент сумеет найти верные средства для устранения социальных бед, против которых они протестовали. Для них построенный на принципе всеобщего голосования парламент должен был явиться организацией работающих масс для защиты их экономических интересов. Это было рабочим движением в Англии за политические права.

## Требования Хартии
Главное требование петиции 1839 года (опубликована 8 мая 1838 года), выраженное в 6 пунктах (избирательное право для всех мужчин старше 21 года, тайное голосование, отмена имущественного ценза для депутатов, равные избирательные округа, вознаграждение депутатов, годичный срок парламентских полномочий) и сводившееся к избирательному праву, было чисто политическим и соответствовало желаниям радикальной части буржуазии. Предшественниками чартистов по отношению к этому требованию были ещё в XVIII в. Джон Картрайт, Джон Уилкс, Уильям Годвин, в XIX в. Уильям Коббет, Томас Эттвуд и в особенности Френсис Плейс, из коих последние два принимали участие и в самом чартистском движении.
Другие требования чартистов, имевшие экономический и социальный характер, были выражены в их петициях в менее определённых формах, не в требовательных пунктах, а в мотивировке. Тем не менее именно они, несмотря на всю их невыясненность для самих вождей, являлись центром тяжести движения.

## История
Парламент, избранный на основании новой избирательной системы, провёл в 1834 году отмену старинного закона (времён Елизаветы) о призрении бедняков приходами и заменил прежнюю систему призрения работным домом, с крайне суровым и даже оскорбительным для заключённых в нём людей режимом; между тем безработица как раз в это время загоняла в работный дом массы народа. Закон вызвал страшную ненависть, и она распространилась на реформированный парламент. Движение выразилось сначала в форме протеста против закона о бедных 1834 года.
Начиная с 1836 года в стране происходили митинги с десятками и даже сотнями тысяч протестующих, направленные против этого закона и оканчивавшиеся подачей в парламент петиций об его отмене. В одну сессию 1838 года было подано 333 петиции с 268 000 подписей против закона (в защиту закона поступило только 35 петиций с 952 подписями).
В 1836 году в Лондоне возникло общество рабочих (Лондонская ассоциация рабочих), за которым последовало основание других подобных же ассоциаций. В нём была выработана программа хартии из 6 пунктов, вошедших впоследствии в народную хартию. Начиная с 1837 года общество пропагандирует подачу петиции с этими требованиями, но сперва имеет мало успеха; даже «Northern Star», радикальный орган Фергюса О’Коннора, бывшего впоследствии вождём левого крыла чартистов, не обратил на него ни малейшего внимания.
Главной задачей этого органа в 1837 году была пропаганда против закона о бедных. Но в «Poor Man’s Guardian» и в «National Reformer» журналист-чартист Джеймс Бронтер О’Брайен в 1837 году упрекал рабочих за непонимание значения для них избирательного права; он ухватился за программу Лондонской ассоциации рабочих и вёл за неё пропаганду, которая к 1838 году увлекла весьма широкие слои английских рабочих и радикальное крыло английской буржуазии. Появляется несколько журналов, пропагандирующих всеобщее избирательное право во имя экономических интересов масс.

## Участники движения
Уже в 1837—1838 годах среди чартистов намечаются два крыла; одно, во главе которого стояли радикальный депутат-экономист Томас Эттвуд и секретарь Лондонской ассоциации рабочих Уильям Ловетт, высказывалось за союз буржуазии с рабочим классом и отстаивало борьбу исключительно духовными средствами воздействия на парламент (митингами, процессиями, петициями).

«Если два миллиона людей решатся добиться всеобщей подачи голосов, — говорил Эттвуд, — и устроят для этого общую стачку, то какое правительство устоит против подобной демонстрации?»

Левое крыло, во главе которого стояли радикальные журналисты О’Коннор, Джеймс O’Брайен и Джордж Джулиан Харни, методистский священник Райнер Стефенс, адвокат и поэт Эрнест Чарльз Джонс, отстаивало борьбу в том числе путём насилия. Много сторонников таких революционных методов было в рядах Большого северного союза и Демократической ассоциации, основанных в 1838 году в Лидсе и Лондоне соответственно.
Правое крыло поддерживало агитацию за отмену хлебных законов; левое крыло ожидало от неё падения заработной платы и усиления буржуазии и потому при современных условиях считало её невыгодной и опасной для рабочего класса, предоставляя её будущему парламенту, избранному всеобщим голосованием. Ему же оно предоставляло отмену или сокращение постоянной армии и государственной церкви — двух институтов, на которые, по его мнению, народ приносит непосильные и бесполезные жертвы. Неясным указанием на их вред, как и на вред законов о бедных, ограничивалась его социальная программа, целиком подчинявшаяся одному политическому требованию.
Социальная и экономическая программа правого крыла была несколько шире, но и она свидетельствовала о слабом уровне экономических и финансовых сведений, и тоже целиком подчинялась тому же политическому требованию. В неё входило уничтожение хлебных законов и понижение таким образом цены хлеба, отмена закона о бедных, разрушение рабочих домов и пересмотр фабричных законов. Кроме того, Эттвуд настаивал на восстановлении бумажной валюты, считая «дорогие деньги», то есть золотую валюту, источником многих бед.

## Действия в поддержку петиции
В мае 1838 года имел место грандиозный митинг в Глазго, на котором, по показаниям (возможно, преувеличенным) чартистов, присутствовало 200 000 человек, преимущественно рабочих; героем митинга был Эттвуд. Затем последовали митинги в Манчестере, Бирмингеме, Лондоне, Ньюкастле и других городах. На ньюкастльском митинге была принята предложенная О’Коннором резолюция: отстаивать всеобщее избирательное право «всеми, и притом не только законными средствами».
4 февраля 1839 года в Лондоне собрался первый национальный конвент чартистов, состоявший из 53 делегатов от различных чартистских ассоциаций. Конвент, по плану его устроителей, должен был иметь значение народного или рабочего парламента в противоположность парламенту аристократическо-буржуазному, заседающему в Вестминстере. На нём шла борьба между левым и правым крылом чартистов, между сторонниками физической силы и нравственного воздействия, и победа склонилась на сторону первых.
На конвенте была окончательно выработана хартия и решена её подача парламенту. В случае ожидавшегося непринятия петиции палатой общин было решено обратиться ко всем сторонникам реформы с предложением в один определённый день взять из сберегательных касс все имеющиеся у них деньги, предъявить к размену на золото все находящиеся в их руках ассигнации, а затем вооружиться и при помощи оружия отстаивать народную свободу.
Хартия начиналась с указания на тяжёлые испытания, которым подвергается в настоящее время народ:

Мы изнемогаем под бременем налогов, которые нашими повелителями всё-таки признаются недостаточными. Наши торговцы и промышленники находятся на краю разорения. Наши рабочие голодают. Капитал не даёт прибыли и труд не вознаграждается. Дом ремесленника опустел, а склад ростовщика наполнился. В рабочем доме нет места, а фабрика стоит без работы. Мы внимательно искали причины нужды… и не нашли их ни в природе, ни в провидении…. Мы с полным почтением заявляем палате общин, что нельзя допустить продолжения такого порядка вещей…. Капитал не должен быть лишён надлежащей прибыли, труд рабочего—надлежащего вознаграждения. Законы, которые делают пищу дорогой, и законы, которые делают деньги редкими и удешевляют труд, должны быть уничтожены; налоги должны ложиться на собственность, а не на производительную деятельность… Как предварительное условие этих и других необходимых преобразований, как единственное средство, при помощи которого интересы народа могут получить защиту, мы требуем, чтобы охрана интересов народа была вверена ему самому.
В течение первой половины 1839 года собирались подписи под этой петицией. Агитация велась по-прежнему на митингах столь же грандиозных, как и митинги 1838 года, нередко собиравшихся ночью при свете факелов, хотя парламент поспешил объявить ночные митинги запрещёнными под страхом уголовной кары.
В июле 1839 года хартия была представлена палате общин с 1 280 000 подписей. 12 июля она была рассмотрена и требования её отвергнуты большинством 235 голосов против 46.

## События после решения парламента
Уже 15 июля митинг негодования в Бирмингеме окончился кровавым столкновением народа с полицией. Полиция стреляла, народ, хотя и плохо вооружённый, защищался; в результате — много убитых с обеих сторон, пожар, в котором сгорело 30 деревянных домов, масса арестов и судебных процессов.
4 ноября 1839 года толпа в 10 000 человек, из которых некоторые были вооружены ружьями, пиками, вилами, напали на тюрьму в Ньюпорте, где были заключены многие чартисты, и сделали попытку их освободить. Во время перестрелки было убито 10 и ранено 50 чартистов.
В конце 1839 года 380 чартистов, в том числе все вожди, были приговорены к тюремному заключению на сроки от 1 месяца до 2 лет. Чартистское движение на время затихло.
Однако уже тогда появилась книга Томаса Карлейля «Chartism», в которой доказывалось, что уничтожить чартизм нельзя, не уничтожив нужды. Действительно, уже летом 1840 года началось оживление в местных чартистских ассоциациях, а 20 июля 1840 года собрался в Манчестере съезд представителей чартистских ассоциаций, на котором была основана центральная (федеративная) организация чартистов (англ. National Charter Association) из представителей местных ассоциаций. На этом конвенте восторжествовало умеренное крыло чартистов и была принята резолюция проводить хартию исключительно конституционными способами. Но в следующие же месяцы в национальной чартистской ассоциации вновь стало заметным революционное течение, в особенности по мере того, как она стала пополняться выпускаемыми из тюрьмы, с ореолом мученичества, вождями первого чартистского движения.
В этой второй фазе чартистского движения делается заметной роль Джеймса О’Брайена, у которого были некоторые социалистические стремления; он находил, что дело идёт не о частных реформах, а о коренном преобразовании всего экономического строя, и был безусловным противником каких бы то ни было соглашений с консерваторами. Однако ещё большей популярностью пользовался О’Коннор, ненавидевший вигов и потому готовый поддерживать консерваторов; под его влиянием чартисты поддержали консерваторов на парламентских выборах 1841 года, и последние одержали победу в значительной степени благодаря им.

## Хартия 1842 года
В 1842 году была составлена вторая хартия с теми же 6 требованиями, но редактированная гораздо резче; она представлялась уже не с полным почтением, как первая. В ней говорилось:

«податели петиции, зная, что бедность вызывает преступления, смотрят с изумлением и тревогой на то, как плохо поставлена помощь бедным, престарелым и больным; с чувством негодования они видят, что парламент желает сохранить в действии новый закон о бедных, несмотря на его нехристианский характер и гибельное влияние…»

В петиции говорилось не только о гнёте налогов, но и о несправедливости огромного содержания членов королевской фамилии и церковных сановников, при нищете народных масс; запрещение ночных митингов признавалось неконституционным; дурные законы объяснялись «стремлением безответственного меньшинства притеснять и довести до голодания большинство»; говорилось о господстве монополий, о недостаточности фабричного законодательства, о необходимости бороться с чрезмерным трудом и низкой заработной платой, о необходимости уничтожения государственной церкви и расторжения законодательной унии Великобритании с Ирландией (то есть о необходимости гомруля для Ирландии); условием для осуществления этих мер выставлялись прежние 6 пунктов.
Под петицией было собрано 3 300 000 подписей (не все, однако, принадлежали взрослым мужчинам). 2 мая 1842 года она была подана палате общин; 16 человек несли её по улицам; так как она не могла войти в ворота палаты общин, то она была разделена на куски и в таком виде внесена. Палата 287 голосами против 59 отвергла петицию.
После этого в Манчестере и в других местах Ланкашира была начата грандиозная стачка; толпы рабочих, примкнувших к стачке, насильно останавливали работавших, а в некоторых случаях портили машины и разбивали съестные лавки. Впрочем, официальные изображения бесчинств, произведённых рабочими, по-видимому, сильно преувеличены. В разных местах произошли столкновения с полицией, во время которых было арестовано много рабочих и вождей чартизма.
В конце 1842 года имел место новый процесс против чартистов, окончившийся суровым осуждением. Однако вследствие формальных ошибок при судопроизводстве приговор был кассирован и дело прекращено; только поэт-чартист Томас Купер отсидел два года в тюрьме (существует предположение, что кассационные поводы были созданы нарочно по желанию министерства Роберта Пиля, чтобы не разжигать страстей).
Чартистское движение вновь замерло, на этот раз на 6 лет. Промышленное оживление 1843—1846 годов сделало его немыслимым. Чартистские вожди, в особенности О’Коннор и О’Брайен, вели пропаганду в своих журналах, но большого успеха не имели. Очень характерен проект, выработанный О’Коннором в это время, основания своего рода акционерного общества для покупки мелких участков земли и для наделения ими рабочих, указывающий, как далеки были его идеалы от стремлений социализма; для него чартизм был выражением протеста против развивающейся промышленной системы, но протестом, видевшим свой идеал не в изменении этой системы, а в её уничтожении и в возвращении к земледельческому строю.

## Хартия 1848 года
В 1847 году в Англии начался новый промышленный кризис, опять стала усиливаться безработица, и в 1848 году чартизм вновь оживился на время, отчасти под влиянием толчка, данного парижской революцией. В Лондоне собрался новый конвент чартистов, на котором была принята новая (третья) хартия. Быстро под ней было собрано громадное число подписей (по утверждению О’Коннора — 5 миллионов) и она была передана палате общин.
Комиссия этих 5 миллионов не насчитала. Однако комиссия среди двух миллионов подписей, стоявших под петицией, нашла подписи королевы Виктории, герцога Веллингтона, апостола Павла и т. п. Раскрытие этого факта сделало хартию и чартизм предметом не ужаса, чем они были прежде, а насмешек, и чартизм после этого окончательно сошёл со сцены.
Нельзя, однако, сказать, что он остался совершенно безрезультатным. Введение подоходного налога в 1842 году, отмена хлебных пошлин в 1846 году и, самое главное, фабричный закон 1847 года, установивший 10-часовой рабочий день для женщин и детей, в значительной степени являются делом чартистов. Несмотря на то, что 1850-е годы были эпохой, когда рабочее движение в Англии замерло, чартизм оставил глубокую память в рабочем классе Англии; рост тред-юнионизма в следующие десятилетия и энергичная борьба рабочего класса за свои экономические интересы и за политические права (1867 и 1884) в значительной степени обязаны своей интенсивностью именно чартистскому движению.